# Fale odbicia
Fale odbicia – fale widoczne na odbijanych powierzchniach narzędzi kamiennych.
Są to koncentryczne fale różnej długości rozchodzące się od punktu przyłożenia siły nacisku lub uderzenia. Widoczne są na stronie dolnej (pozytywowej) odłupka lub wióra, ale także na górnej po negatywach poprzednich odłupków lub wiórów. W przypadku braku części sęczkowo-piętkowej odłupka to one wyznaczają kierunek odbicia.